# Kost Levițki
Kost Levițki (în limba ucraineană: Кость Леви́цький; n. 17 noiembrie 1859, Tîsmenîțea, Raionul Ivano-Frankivsk, Ivano-Frankivsk, regiunea Ivano-Frankivsk, Ucraina – d. 12 noiembrie 1941, Liov, Guvernământul General) a fost un politician  ucrainean. El a fost fondatorul Alianței Național Democratice Ucrainene și liderul Radei Naționale a Ucrainei, după declararea independenței pe 30 iunie 1941.

## Biografia
Levițki s-a născut pe 18 noiembrie 1859 în Tismeniția din ceea ce este azi regiunea Ivano-Frankivsk, în familia unui preot greco-catolic, Antim Levițki. După ce a absolvit Gimnaziul din Stanislaviv, el și-a continuat studiile la Universitățile din Lviv și Viena. După ce a obținut doctoratul în drept în 1884, el și-a deschis un birou de avocatură în Lviv.
Kost Levițki a luat parte activă la viața publică și politică încă din anii studenției, fiind unul dintre liderii frăției academice „Cercul Legii”. Încă din primii ani ai activității sale, K. Levițki s-a implicat în apărarea drepturilor și libertăților cetățenești. El a combinat activitatea profesională cu cea din domeniul economic, devenind cofondator și conducător al unor asociații economice. În același timp, el s-a remarcat ca cercetător în domeniul juridic, traducând legi din alte țări în limba ucraineană, contribuind la crearea terminologiei de specialitate în ucraineană. El a publicat un dicționar de drept germano-ucrainean și o serie de lucrări de popularizare a legilor. A fost fondatorul a mai multor reviste de specialitate și a lucrat ca editor al acestor publicații de drept.
K. Levițki a fost unul dintre cei mai de seamă lideri ai vieții politice ucrainene. A fost primul lider al organizației politice „Rada Națională” (1885), cofondator și lider al Alianței Național-Democratice Ucrainene. În 1907, el a fost ales ca ambasador al Parlamentului Austriac, președinte al clubului ambasadorilor, iar, în 1908, președinte al Seimului Galiției.
Luptător convins pentru împlinirea aspirațiilor naționale, Levițki a fost autorul concepției de dezvoltare a mișcării naționale prin evoluție și muncă politică pe scară largă în rândul maselor. El a fost susținătorul al unei linii politice strategice care urmărea obținerea autonomiei Galiției ca un prim pas pe drumul statalității. El a pus accentul pe dezvoltarea societăților de masa ucrainene, a intelectualilor, țăranilor și tineretului.
În momentul declanșării luptelor primului război mondial, Levițki era președintele Consiliului Suprem Ucrainean de la Viena, care considera că Imperiul Rus este principalul inamic al națiunii ucrainene și îi chema pe toți ucrainenii să lupte împotriva Rusiei, pentru fondarea unui stat ucrainean unit.
În 1916, pe când ocupa funcția de procuror al Imperiului Austro-Ungar, el a jucat un rol important în condamnarea la moarte sau la temnița a ucrainenilor rusofili.
K. Levițki a devenit în toamna anului 1918, în plin proces de dezintegrare a Austro-Ungariei, membru al Consiliului Național Ucrainean. Consiliul Național a proclamat fondarea statului ucrainean independent pe 19 octombrie, iar pe 1 noiembrie a condus rebeliunea armată din Lviv, Galiția și Bucovina, care a dus la formarea Republicii Populare a Ucrainei Apusene (ZUNR). Datorită prestigiului de care se bucura în rândul ucrainenilor, K. Levițki a fost primul conducător al guvernului – Secretariatul de Stat – care a asigurat formarea noului stat și a armatei sale și care a următrit obținerea independenței în fața Poloniei.
După demisia sa din decembrie 1918, Levițki a fost șeful comisiei de elaborare a legii reformei elective, a lucrat în Ministerul presei și propagandei și în Ministerul afacerilor externe. De asemenea, a fost șeful delegației ucrainene care au fost în misiune la Riga Riga (1920), Geneva (1921 și 1922). În 1923 s-a reîntors la Lvivi după lichidarea guvernului din exil.
În perioada interbelică, a fost membru al Comitetului Central al Asociației Naționale Democratice Ucrainene (1925–1939), președinte al Uniunii Barourilor Ucrainene și director de bancă. În această perioadă a scris lucrări științifice precum „Istoria politică a ucrainenilor galițieni 1848-1914”(Історія політичної думки галицьких українців 1848—1914, Lviv, 1926), „Istoria luptei de eliberare al ucrainenilor galițieni de la războiul din 1914–1918” (Історія визвольних змагань галицьких українців в часи світової війни 1914—1918 рр, 3 volume, Lviv, 1929–1930), „Marele eșec: o istorie a statului ucrainean din martie – noiembrie 1918, în mărturii și documente” (Великий зрив, Lviv, 1931).
După intrarea Armatei Roșii în Ucraina în septembrie 1939, a fost arestat de KGB și a fost încarcerat la închisoarea Lubianka din Moscova. Iosif Vissarionovici Stalin, Nikita Hrușciov, Viaceslav Molotov și Lavrenti Beria au fost implicați în acest caz. K. Levițki a fost eliberat în primăvara anului 1941 și s-a reîntors la Lviv. După declanșarea invaziei germane în URSS, ucrainenii și-au proclamat pe 30 iunie 1941 un stat independent.
K. Levițki a fost șeful Consiliului Seniorilor (Consiliul Național Ucrainean). El a încercat să îndulcească regimul de ocupație nazist, a condus negocieri cu administrația germană a regiunii Galiția, sau a încercat să obțină eliberarea celor arestați de autoritățile germane, acțiunile sale fiind încununate cu succes în numeroase cazuri.
Kost Levițki a murit pe 12 noiembrie  1941, fiind înmormântat în cimitirul Ianivski din Lviv.